# Warren Perley Knowles
Warren Perley Knowles (River Falls, 19 agosto 1908 – Black River Falls, 1º maggio 1993) è stato un politico e avvocato statunitense. Fu il 37º governatore del Wisconsin dal 1965 al 1971 dopo essere stato vicegovernatore prima sotto Gaylord Nelson (1961-1963), poi sotto Walter J. Kohler Jr. (1955-1957) e Vernon Wallace Thomson (1957-1959).